# JavaScriptライブラリ
JavaScriptライブラリとは、JavaScriptベースのアプリケーションを書きやすくするためにあらかじめ書かれたJavaScriptのライブラリのことである。特に、Ajaxなどのウェブ中心の技術で活用されている。

## 歴史
JavaScriptは、最初にNetscape（のちのMozilla）で開発され、ウェブ上の多数のウェブサイトで使用されてきた。Web 2.0の時代に入り、特定の分野で大きな発展を遂げてきており、ウェブベースとデスクトップベースのアプリケーション双方において、ユーザーインターフェイスの開発に広く使われるようになってきている。
JavaScriptはCSSとも強く結びつき、動的なウェブページの生成が可能になったため、Flashベースのウェブサイトの代わりに、より効率的で多くのアクセスが可能な手段として人気を獲得している。

## ライブラリ
JavaScriptへの需要が広がるにつれ、動的なインターフェイスをプログラマーがより簡単に開発する手段の必要性が高まった。その結果、JavaScriptライブラリやJavaScriptのウィジェットライブラリが開発され、開発者たちはよりよいAJAXの開発に集中することが可能になった。これにより、MicrosoftやYahoo!などの企業やさまざまなグループが、独自のJavaScriptベースのユーザーインターフェイスライブラリを開発し、それぞれのやり方でウェブアプリケーションを開発できるようになった。
JavaScriptライブラリによっては、JavaScriptをCSS、PHP、Ruby、Javaなど、その他の開発技術と簡単に統合できるようにするものもある。多くのライブラリにはランタイム環境の違いを検出するコードが含まれているため、環境による動作の違いを低減することが可能となっている。
ほとんどのJavaScriptライブラリは、ライセンスフリーの配布、使用、修正を可能にするために、コピーセンターまたはコピーレフトなライセンスの元にリリースされている。

## フレームワーク
AngularなどのJavaScriptライブラリは、汎用のJavaScriptライブラリにはないようなフルスタックな能力・性質を持っているため、フレームワークというカテゴリに分類される。